# De største Brobyggere i Verden
De største Brobyggere i Verden er en dokumentarfilm instrueret af Eric Parfit og Ingolf Boisen efter eget manuskript.

## Handling
Oxfordbevægelsens første årsmøde.